# Gabriella Folliero
Gabriella Folliero (Roma, 17 ottobre 1928) è un'ex cestista italiana.
Ha giocato in Serie A con Roma e il Campionato europeo femminile di pallacanestro 1950 con la Nazionale italiana.

## Statistiche

### Cronologia presenze e punti in Nazionale
| Cronologia completa delle presenze e dei punti in Nazionale - Italia | Cronologia completa delle presenze e dei punti in Nazionale - Italia | Cronologia completa delle presenze e dei punti in Nazionale - Italia | Cronologia completa delle presenze e dei punti in Nazionale - Italia | Cronologia completa delle presenze e dei punti in Nazionale - Italia | Cronologia completa delle presenze e dei punti in Nazionale - Italia | Cronologia completa delle presenze e dei punti in Nazionale - Italia | Cronologia completa delle presenze e dei punti in Nazionale - Italia |
| Data                                                                 | Città                                                                | In casa                                                              | Risultato                                                            | Ospiti                                                               | Competizione                                                         | Punti                                                                | Note                                                                 |
| -------------------------------------------------------------------- | -------------------------------------------------------------------- | -------------------------------------------------------------------- | -------------------------------------------------------------------- | -------------------------------------------------------------------- | -------------------------------------------------------------------- | -------------------------------------------------------------------- | -------------------------------------------------------------------- |
| 20-3-1949                                                            | Modena                                                               | Italia                                                               | 12 - 30                                                              | Francia                                                              | Amichevole                                                           | 2                                                                    | [ 6 ]                                                                |
| 14-5-1950                                                            | Budapest                                                             | Italia                                                               | 71 - 17                                                              | Paesi Bassi                                                          | EuroBasket 1950 - Preliminari                                        | 4                                                                    | [ 6 ]                                                                |
| 15-5-1950                                                            | Budapest                                                             | Cecoslovacchia                                                       | 40 - 34                                                              | Italia                                                               | EuroBasket 1950 - Preliminari                                        | 4                                                                    | [ 6 ]                                                                |
| 16-5-1950                                                            | Budapest                                                             | Italia                                                               | 61 - 18                                                              | Svizzera                                                             | EuroBasket 1950 - Preliminari                                        | 11                                                                   | [ 6 ]                                                                |
| 17-5-1950                                                            | Budapest                                                             | Italia                                                               | 39 - 20                                                              | Polonia                                                              | EuroBasket 1950 - Girone finale                                      | 1                                                                    | [ 6 ]                                                                |
| 3-3-1951                                                             | Bruxelles                                                            | Belgio                                                               | 41 - 54                                                              | Italia                                                               | Amichevole                                                           | 2                                                                    | [ 7 ]                                                                |
| 24-3-1951                                                            | Bari                                                                 | Italia                                                               | 45 - 36                                                              | Francia                                                              | Amichevole                                                           | 0                                                                    | [ 7 ]                                                                |
| Totale                                                               |                                                                      | Presenze                                                             | 7                                                                    |                                                                      | Punti                                                                | 24                                                                   |                                                                      |

## Palmarès
- Campionato italiano: 1
Indomita Roma: 1948-1949